# Jacques J. Bouchard
Jacques J. Bouchard, né le 2 septembre 1907 à Sainte-Geneviève-de-Batiscan et mort le 26 janvier 1982 à Amos, est un entrepreneur et organisateur politique québécois. Admis à l’Ordre du Canada le 17 décembre 1973, il fut investi à Ottawa le 15 octobre 1975. Sa nomination comporte la mention : « Homme d'affaires d'Amos. En reconnaissance de sa contribution au développement industriel et social du Nord-ouest du Québec. »

## Biographie
Jacques J. Bouchard est né le 2 septembre 1907 à Sainte-Geneviève-de-Batiscan, à l’est de Trois-Rivières, du mariage d’Arthur Bouchard, marchand tailleur et de Florina Baribeau, sœur de Jean-Louis Baribeau, dernier président du Conseil législatif du Québec.
Muni de son seul cours commercial des Frères du Sacré-Cœur de Victoriaville, il débarque, à l’âge de 15 ans, à Amos en Abitibi, région qui venait à peine de s’ouvrir à la colonisation. Son premier travail fut coursier dans un bureau d’assurances. Dix ans plus tard, il en est le propriétaire.
Sa connaissance de l’anglais lui permet de pénétrer le marché très lucratif de l’assurance des mines qui font à l’époque la prospérité de l’Abitibi (Val-d'Or, Cadillac, Noranda). Secrétaire de la Chambre de commerce d’Amos, il est membre du Canadian Institute of Mining and Metallurgy, de l’Association des prospecteurs de l’Ouest du Québec, du Prospectors and Developers Association, et du Board of Trade de Montréal. Au début des années 1950, il fonde avec Frank Blais Jr la Abitibi Téléphone Inc. dont le territoire comprenait la région minière nouvellement ouverte de Matagami.
Victime de cécité totale en 1942, à la suite d’un anévrisme au cerveau, il est guéri par une intervention révolutionnaire pour l’époque impliquant l’injection d’un isotope radioactif. Son chirurgien est le docteur Wilder Penfield, neurochirurgien de renommée mondiale.
Organisateur politique chevronné, il participe à l’odyssée de Maurice Duplessis et de son parti de l’Union nationale, dont il sera l’un des piliers en Abitibi. Nationaliste éclairé, il continue toute sa vie d’être conservateur au niveau fédéral ce qui le mit en contact avec les John Bracken, George Drew et particulièrement John Diefenbaker. Il fut d’ailleurs porteur d’honneur aux funérailles de ce dernier en août 1979 à Ottawa. Président de l’aile québécoise du Parti progressiste-conservateur dans les années 1960, il en devint même vice-président national. Il a assisté à titre de délégué à toutes les conventions de ce parti entre 1938 et 1967.
Homme d’église et d’œuvres, il est président de la Ligue antituberculeuse d’Abitibi de 1940 à 1946. Il préside à la construction du Sanatorium de Macamic (1947-50). Il établit le Service Social diocésain au début des années 1960. Il est le président du comité protecteur des scouts du diocèse d'Amos pendant près de trois décennies (1944-1970). Président de l’Association des «Anciens de Victoriaville», il est 4e degré et Grand Chevalier des Chevaliers de Colomb conseil 2218.
Fondateur du Club Rotary d’Amos, il en reçoit, en fin de carrière, la médaille de Paul Harris Fellow.
Son implication dans ce mouvement du Rotary International lui ouvre le monde qu’il parcourra dans tous les sens. Ses plus grands voyages le conduisent autour du monde en 1952, à Formose et aux Philippines en 1954, à Hong Kong, Singapour et Bali en 1958 et finalement en Polynésie, Nouvelle-Zélande et Australie en 1967.
Il se retire des affaires en 1966, achète la ferme dont il rêvait depuis toujours sur les bords de la rivière Harricana, et continue de voyager jusqu’à sa mort le 26 janvier 1982. Le 30 janvier 1982, Amos lui fait des funérailles grandioses à la Cathédrale par la concélébration d’un évêque et neuf prêtres. Joe Clark, à l’époque Chef de l’Opposition au Parlement fédéral, et de nombreuses personnalités locales y assistaient.
Le 28 juin 1933, il avait épousé à Amos Yvonne DeVreese, décédée en 2003. De cette union sont nés deux fils : Yves (décédé en 2002) et Pierre,.

## Distinctions
- 1970 - Chevalier de l'ordre souverain de Malte[2]
- 1973 -  Membre de l'Ordre du Canada[4]